# Brand X
Brand X is een Britse jazzrock/fusion band die in 1975 werd opgericht door John Goodsall (gitaar), Robin Lumley (toetsen) en Percy Jones (basgitaar). Later trad Phil Collins (drums) toe. Het eerste album, Unorthodox Behaviour, kwam uit in 1976. In 1977 volgde het album Moroccan Roll. Aan de bezetting was percussionist Morris Pert toegevoegd. Datzelfde jaar verscheen ook het live-album Livestock, waar op de meeste nummers Kenwood Dennard drumde, omdat Phil Collins het te druk kreeg met zijn andere band Genesis.
Er volgden nog diverse albums, met wisselende bezettingen. De band heeft ook Brand-X2 geheten. Onder deze naam werd het nummer Squonk van de band Genesis gecoverd, dat daarna op diverse compilaties terecht kwam.

In 2020 waren er plannen voor een tour met de originele leden: John Goodsall, Robin Lumley en Perci Jones, echter John Goodsall kwam in 2021 te overlijden aan corona. Lumley en Jones besloten daarop in het najaar 2021 Brand X op te heffen. Op 9 maart 2023 is ook Robin Lumley overleden aan hartfalen.

## Discografie
(selectie)
- Unorthodox Behaviour (Charisma 1976)
- Moroccan Roll (Charisma 1977)
- Livestock (Charisma 1977)
- Masques (Charisma 1978)
- Product (Charisma 1979)
- Do They Hurt (Charisma 1980)
- Is There Anything About (Columbia 1982)
- The Plot Thins - A History of Brand X (verzamelalbum, 1992)
- Live at the Roxy LA 1979 (Zok 1996)